# Paul Langevin
Paul Langevin (Parigi, 23 gennaio 1872 – Parigi, 19 dicembre 1946) è stato un fisico francese.

## Biografia
Laureatosi in fisica nel 1897, lavorò con Joseph John Thomson al laboratorio Cavendish di Cambridge.
Tornato a Parigi, diventò collaboratore di Pierre Curie e sua moglie Marie Curie. Dal 1911, dopo la morte di Pierre, i due furono al centro di uno scandalo per la loro relazione amorosa.
Nel 1904 divenne professore di fisica al Collège de France, ove ebbe tra gli allievi Maurice de Broglie, e nel 1909 alla Sorbona.
Ideò, durante la prima guerra mondiale, una tecnica per la produzione e la ricezione degli ultrasuoni, utile a rivelare la presenza di sommergibili e a compiere sondaggi marini. Tale tecnica, perfezionata negli anni successivi, trovò la sua più ampia applicazione, mediante apparecchi come l'asdic ed il sonar, nel corso della seconda guerra mondiale per la caccia ai sommergibili e, nel dopoguerra, per disegnare esatte mappe dei fondali marini ed oceanici.
Notevoli, in particolare, le sue ricerche sui raggi X e la ionizzazione dei gas, i moti browniani nei gas (per i quali ideò l'equazione di Langevin, diventata poi uno degli strumenti cardine per lo studio dei processi stocastici), il diamagnetismo, la birifrangenza elettrica e magnetica, la piezoelettricità. Inoltre è conosciuto per aver antropomorfizzato il "paradosso degli orologi" proposto da Einstein, nella forma oggi più conosciuta del paradosso dei gemelli.
Fu uno dei primi e più convinti sostenitori della teoria di Albert Einstein sulla equivalenza fra massa ed energia, nonché forte assertore del materialismo di matrice marxista.
Durante la seconda guerra mondiale venne arrestato dai nazisti, ma poi riuscì a rifugiarsi in Svizzera.
Suo nipote Michel era un fisico nucleare e marito di Hélène Langevin-Joliot, fisica nucleare nipote di Pierre e Marie Curie.

## Opere
- (FR) Principe de relativité, Paris, Chiron, 1922.